# Харборт, Хайко
Хайко Харборт (родился 11 февраля 1938 года в Целле, Германия) — профессор математики в Брауншвейгском технологическом университете с 1975 года по настоящее время, автор более 188 математических публикаций. Его работы в основном посвящены теории чисел, комбинаторике и дискретной геометрии, включая теорию графов.

## Карьера
Харборт был преподавателем или профессором в Брауншвейгском технологическом университете с тех пор, как учился там и получил докторскую степень в 1965 году под руководством Ханса-Йоахима Канольда. Харборт является членом Нью-Йоркской академии наук, Брауншвейгского научного общества, Института комбинаторики и её приложений и многих других математических сообществ. В настоящее время Харборт входит в состав редакционных коллегий Fibonacci Quarterly, Geombinatorics, Integers: Электронный журнал комбинаторной теории чисел. С 1988 по 2001 год он был редактором Mathematische Semesterberichte. В 2007 году Харборт стал одним из лауреатов (вместе со Стивеном Милном) медали Эйлера.
1. ↑  Deutsche Nationalbibliothek Record #117711365 // Gemeinsame Normdatei (нем.) — 2012—2016.